# Schwannceller
Schwannceller eller schwannska celler räknas till den perifera glian. De är uppkallade  efter Theodor Schwann och anslutna till, avgränsar och omger axonerna i perifera nervsystemet från närliggande bindväv. 
Schwannceller som är anslutna till axoner med en diameter större än en mikrometer producerar en så kallad myelinskida, en elektriskt isolerande fettskida, runt axonen. Detta hölje av myelin ökar fortledningshastigheten av nervimpulser längs axonen. Om axonen har en diameter som är en mikrometer eller mindre producerar schwanncellerna inte myelin. 
Dessa gliaceller har många viktiga funktioner i perifera nervsystemet. De hjälper till med fortledningen av nervimpulser längs axoner genom att öka fortledningshastigheten, producerar nervernas extracellulärmatrix, introducerar antigener till T-lymfocyter samt deltar i utvecklingen av nerver.